# Estación Colín
Colín es una estación de ferrocarril que se ubica en la comuna chilena de Maule en la región homónima. Esta estación es detención del ramal Talca-Constitución, de trocha métrica (1000 m). El servicio de pasajeros, actualmente Tren Talca-Constitución, a principios de la década de 1990 corría con automotores Schindler. Posteriormente se han ocupado automotores Ferrostaal, hasta la fecha de hoy. Los busescarril Ferrostaal generalmente llevan una composición de un coche motor (ADIt) y un remolque (AIt).

## Historia
La estación fue inaugurada el 13 de agosto de 1892, formando parte del primer tramo inaugurado del ramal, desde Talca hasta Curtiduría. Su nombre deriva de la presencia de colines, aves similares a las perdices y que se encuentran en abundancia en dicho sector. En las cercanías se encuentra el primer puente metálico del ramal que cruza el río Claro.
La estación que existe en el lugar, construida con adobe, madera y albañilería, posee amplios corredores y un estilo colonial que la diferencia de las demás paradas del ramal; en las vías existe también una palanca de accionamiento de cambio de agujas fabricada por Balfour, Lyon y Cía. en Valparaíso.
En la parte posterior de la estación se construyó una escuela básica y se instaló la posta de salud rural de la localidad, con lo que el lugar se convirtió en el punto de encuentro de sus habitantes.

## Servicios actuales
- Tren Talca-Constitución